# Kaple svatého Santina v Bellême
Kaple svatého Santina (nebo také kaple Notre-Dame-du-Vieux-Château, franc. Chapelle Saint-Santin de Bellême), je postavena v románském slohu a nachází se v obci Bêlleme, v departmentu Orne ve Francii. Jedná se o nejstarší sakrální stavbu v Orne.

## Historie
Kaple byla postavena v románském slohu, přestavěna byla v 15. století.
Interiér krypty a nástěnné malby jsou datovány rovněž do 15. století.
Krypta je od 23. září 1971 vedena jako Monument historique.

## Architektura

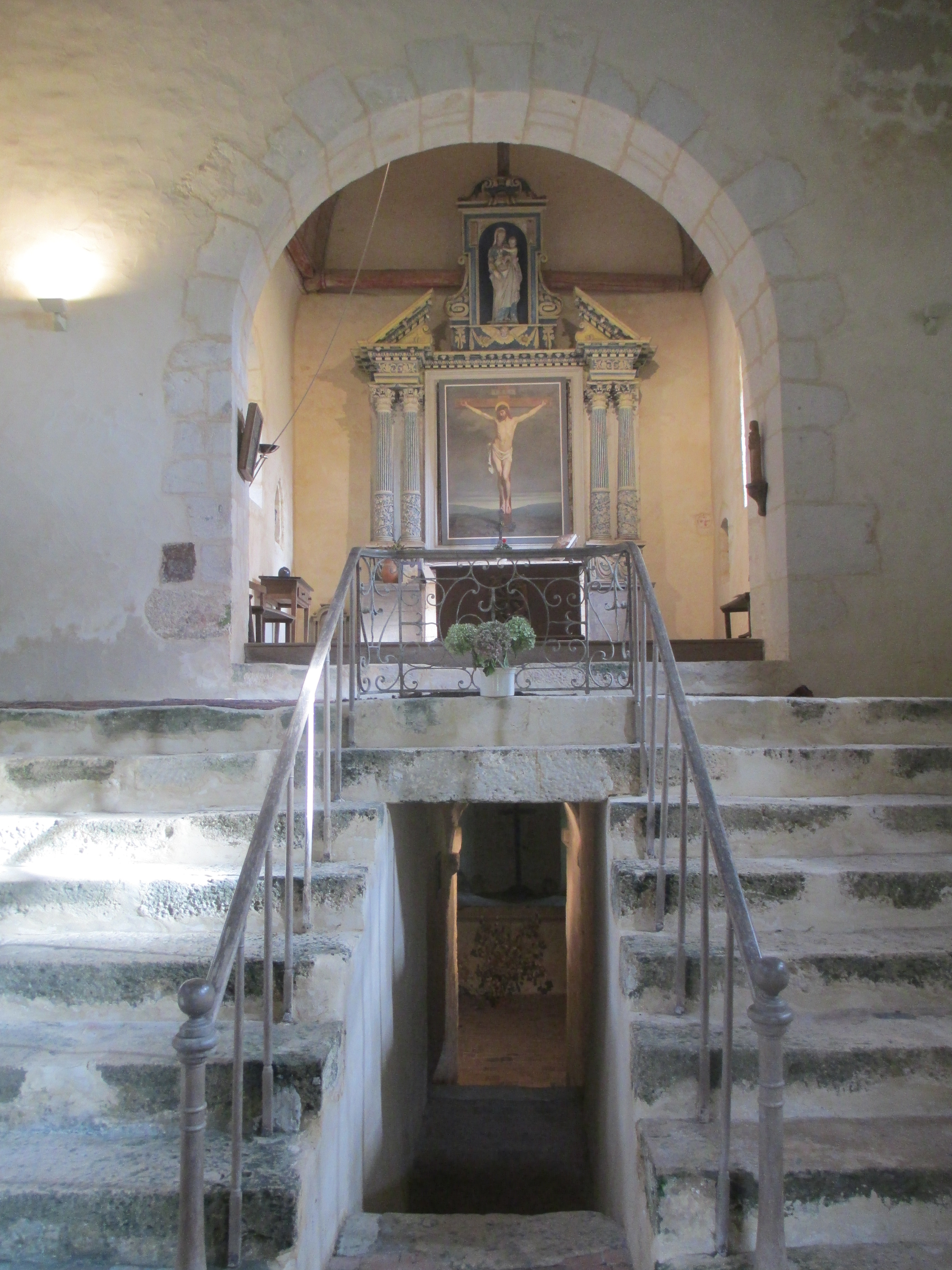
Pohled do presbytáře

Presbytář je vyvýšen deset stop nad chrámovou loď. Schody do presbytáře vedou po pravé i levé straně, mezi nimi vedou schody dolů, do krypty.

## Patrocinium
- sv. Santin (biskup a mučedník), liturgická oslava: 22. září

## Galerie

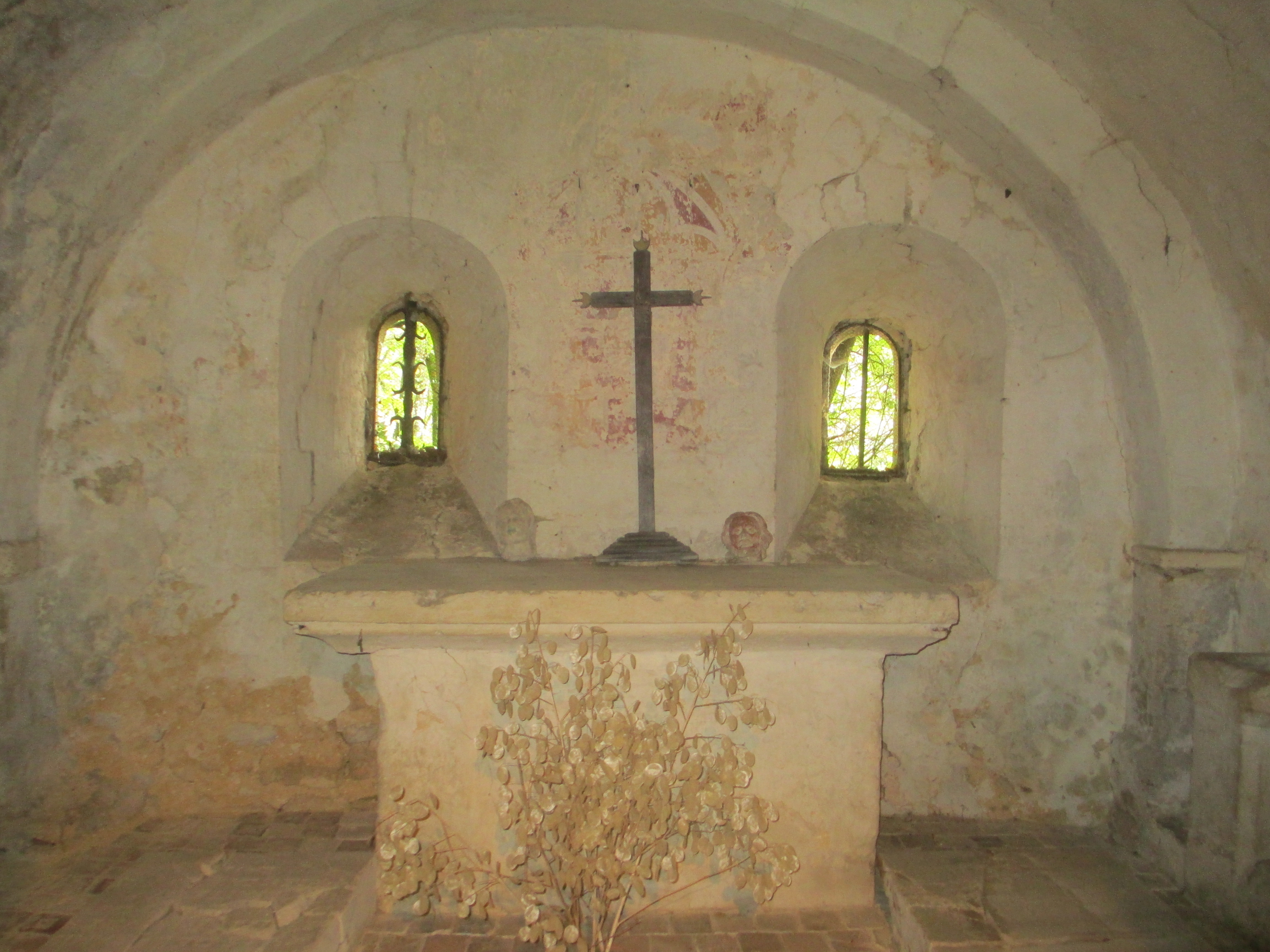
Krypta v kapli
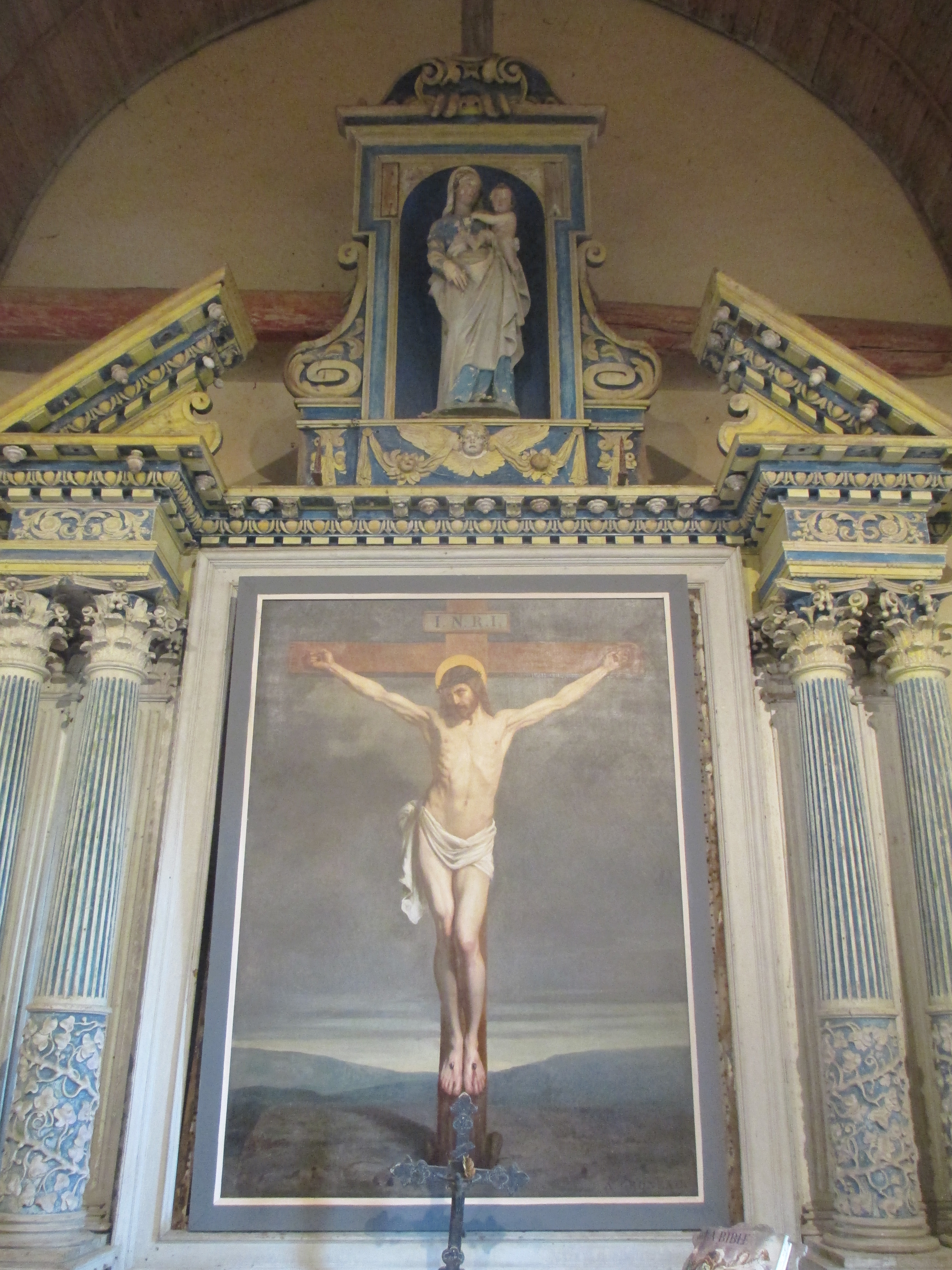
Hlavní oltář v kapli, znázorňující ukřižovaného Ježíše
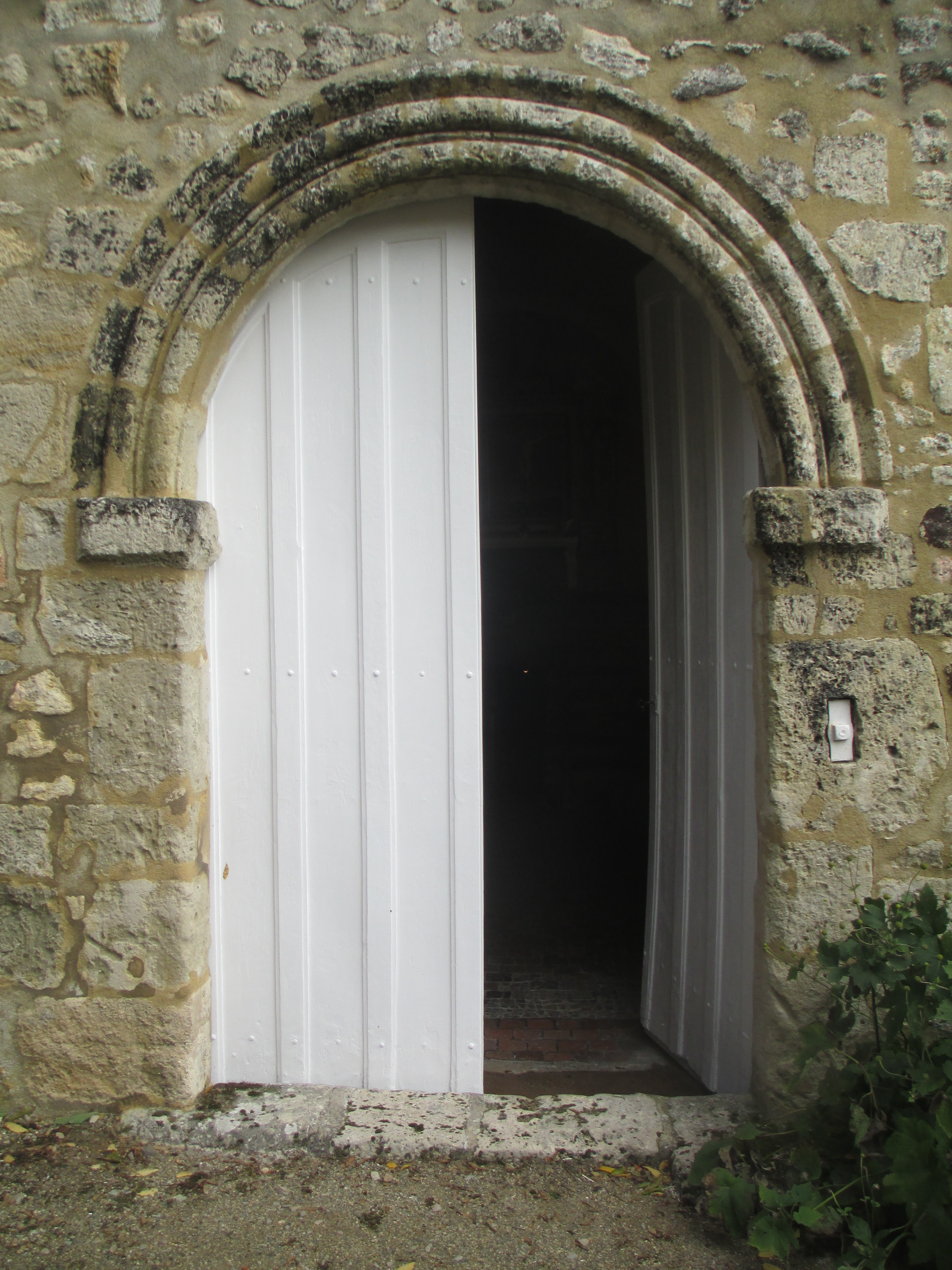
Vchod do kaple
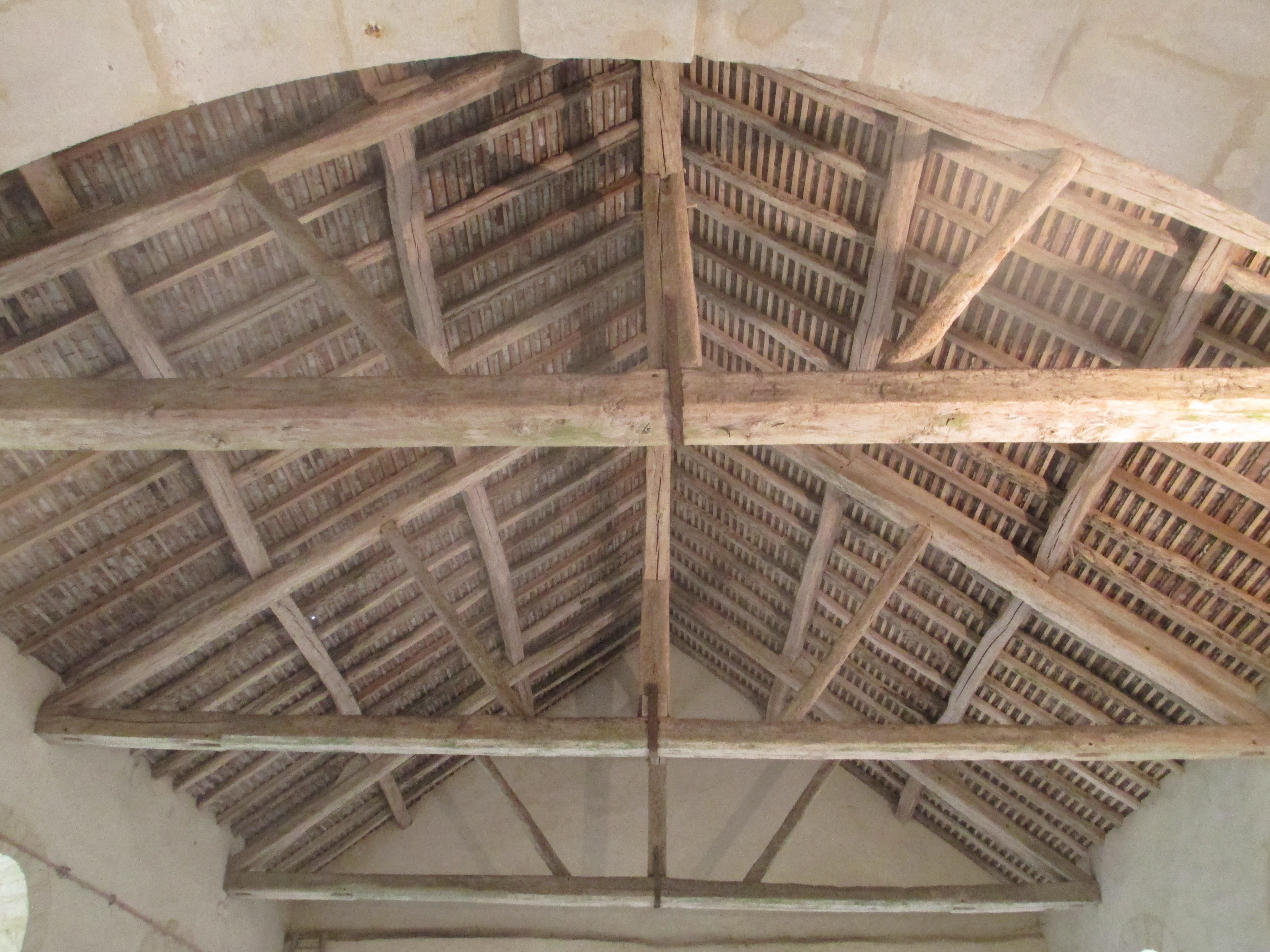
Krovy v kapli